# Новые Опачичи
Новые Опачичи (укр. Нові Опачичі) — село, входит в Макаровский район Киевской области Украины.
Население по переписи 2001 года составляло 425 человек. Почтовый индекс — 8035. Телефонный код — 4578. Занимает площадь 0,45 км². Код КОАТУУ — 3222786405.

## Местный совет
08035, Київська обл., Макарівський р-н, с. Нові Опачичі, вул. Кібенко, 4